# 旺斯貝克 (英國國會選區)
旺斯貝克（英語：Wansbeck），英國國會一郡選區，位於英格蘭諾森伯蘭郡旺斯貝克和莫珀斯堡一部。設於1885年，1950年撤銷。1983年恢復。
這裡自恢復一直支持工黨的候選人。在2010年大選中，伊恩·拉弗利以45.8%選票勝出該區首次當選。